# Síndrome de l'impostor

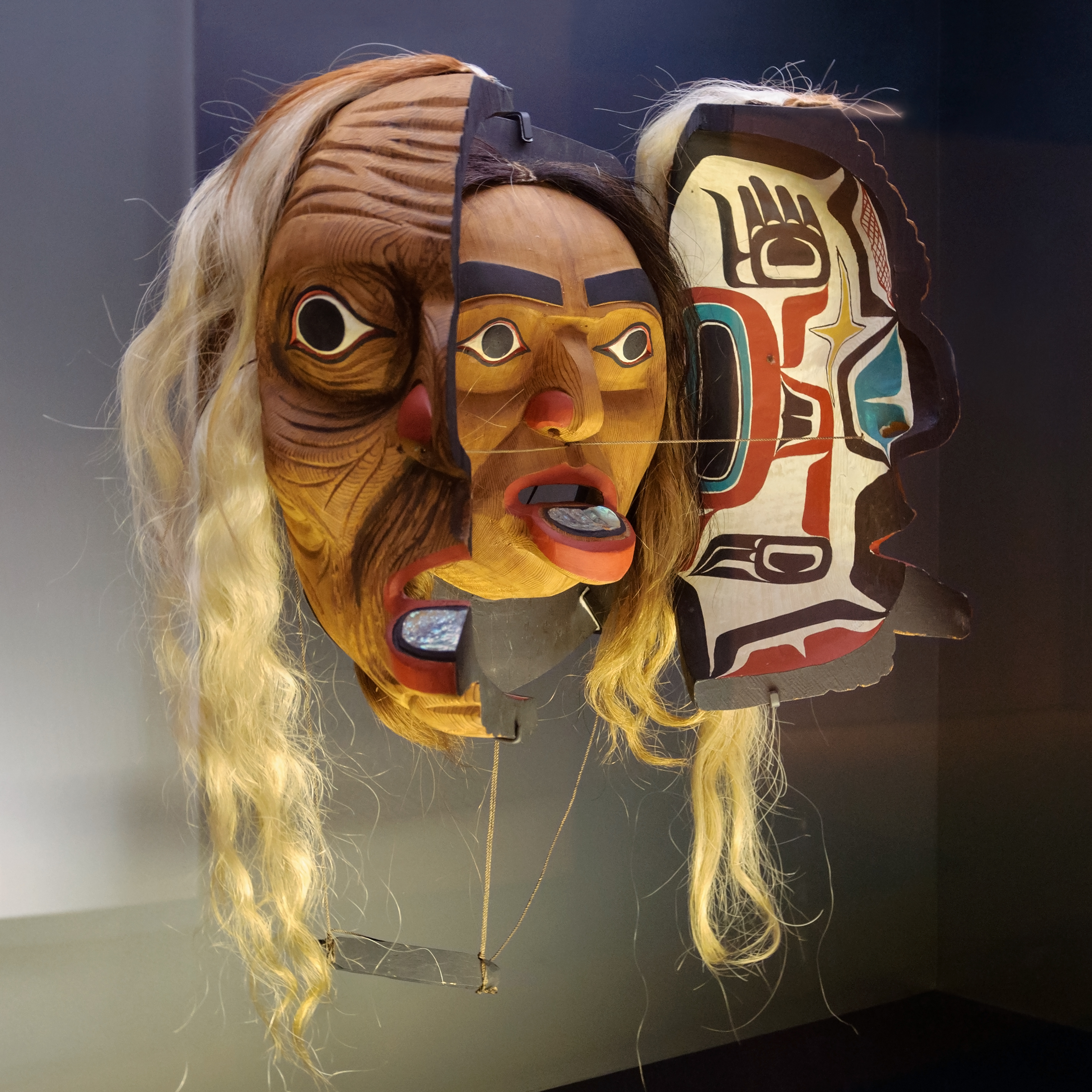
És habitual que els impostors sentin que la seva veritable identitat es revelarà sota la seva aparença "fraudulenta".

La síndrome de l'impostor, de vegades anomenada fenomen de l'impostor o síndrome de frau, és un fenomen psicològic en el qual la gent és incapaç d'internalitzar els seus assoliments, sobretot a nivell intel·lectual i/o professional, i sofreix una por persistent de ser descobert com un frau. No és una malaltia mental oficialment reconeguda, i no es troba entre les malalties descrites en el Manual diagnòstic i estadístic dels trastorns mentals. No obstant, ha estat el subjecte de nombrosos llibres i articles per psicòlegs i educadors i s'ha observat que sovint va acompanyat, per part de les persones que el pateixen, de preocupació, ansietat o depressió.
El terme va ser encunyat per les psicòlogues clíniques Pauline Clance i Suzanne Imes el 1978, quan van observar el fenomen en una mostra de dones amb un alt grau d'assoliment professional. El que més crida l'atenció sobre aquesta síndrome és que, tot i els excel·lents assoliments tant acadèmics com professionals d'aquesta primera mostra de persones on es va observar el fenomen, les dones que el patien seguien creient que no eren intel·ligents i que tothom que cregués el contrari estava equivocat.

## Causes
Les causes descrites per a aquest fenomen són dues: unes dinàmiques familiars determinades i la introjecció posterior dels estereotips de gènere.

### Dinàmiques familiars
Els estudis psicoanalítics indiquen que aquesta síndrome podria estar correlacionada amb ambients de criança conflictius, on hi ha una falta de suport per a l'individu i que per tant generen poca sensació de reconeixement de les emocions i assoliments del nen o nena, i on la comunicació i el comportament estan controlats per regles fixes que fan que la persona que ho pateix s'apropiï d'una noció fixa del que 'és bo' o 'és ben vist' donant lloc a una noció fixa de comportament i/o d'intel·ligència cap a l'exterior que pot conduir a alts nivells de frustració i d'estrès. La necessitat primerenca de reconeixement i aferrament infantil ha estat altament estudiada al respecte, donant lloc a teories com la del vincle segur, ansiós o evitatiu i les conseqüències que tenen cadascun d'aquest tipus de vincle per a la salut mental de les persones adultes, que van des de trastorns de personalitat fins a psicopatologies greus, com per exemple trastorn d'ansietat, pànic, depressió, addiccions o síndromes complexes com el que estem descrivint.

### Introjecció dels estereotips de gènere
Quant a la introjecció dels estereotips, està demostrat que la síndrome de l'impostor afecta també el gènere masculí tot i que de forma diferent atès que s'ha observat a través d'estudis d'investigació diversos, com el de Beard (1990) citat a l'article de Langford i Clance, que la síndrome de l'impostor o impostora en dones té menys correlació amb la impulsivitat i la necessitat de canvi i una baixa necessitat d'ordre, mentre que en el cas dels homes sí que s'observa aquesta correlació. Aquest estudi assenyala que davant d'una mateixa situació d'assoliment intel·lectual o professional hi ha una part de la resposta que era compartida per ambdós sexes que es caracteritzava per un alt nivell de defensivitat, desconfiança i autoprotecció en les relacions, però que en dones addicionalment es detectava un grau baix de sentiment de pertinença i gaudi i/o divertiment en les relacions socials. Beard, citat a Langford, va especular sobre la importància de les relacions en el sistema de valors femení, que fa que les dones no s'exposin tant a mostres de competitivitat o a mostrar les seves competències per no arriscar la continuïtat o qualitat d'aquests vincles, cosa que agreujaria encara més la sensació interna d'estar 'impostant' una actitud no pròpia (vegeu també Socialització diferencial). El 1976 Deux ja va elaborar els primers estudis que indicaven que les dones tenen la percepció més negativa de les seves habilitats en la realització d'una àmplia gama de tasques. Un altre estudi de Nichols l'any 1975 menciona que la diferent atribució entre èxit i fracàs en homes i dones està operativa a partir dels deu anys.

## Característiques
Les característiques més notables d'aquesta síndrome són:

### Manca de confiança
Manca de confiança en les pròpies aportacions o mèrits, que són rebutjades com a mostres d'èxit o proves externes de la seva competència i són atribuïdes a la sort, coincidència i/o a la capacitat de convèncer el seu entorn que són més intel·ligents i competents del que ells o elles mateixes creuen ser.

### Por a que la gent descobreixi 'el frau'
Por (de vegades pànic) a que la gent descobreixi que són un frau perquè és així com se senten interiorment, tot i que externament es mostrin segurs/es o confiats/des.

### Noció rígida de l'intel·lecte
Noció rígida d'intel·lecte i dels processos d'aprenentatge, on no hi ha possibilitat d'equivocació i on els errors són fenòmens a evitar a tot preu, en comptes de formar part natural del procés.
Tot això va acompanyat d'un forta necessitat de reconeixement, sovint no expressada, i d'aquí en part també la sensació de falsedat, que sovint causa sensacions d'angoixa i d'inseguretat, depressió i frustració a les persones que pateixen aquesta síndrome.

## Factors que fan difícil la reversió de la síndrome
1. El trencament del cicle de: diligència/treball per cobrir la suposada estupidesa - bons resultats - reconeixement i èxit, que es retroalimenta fortament.
2. La sensació de falsedat, atès que s'oculten parts (o una part) de la personalitat per agradar i obtenir certs resultats, sense poder advertir si el comportament original hagués portat als mateixos resultats o no, de manera que la persona no es dona l'oportunitat de saber si el comportament original seria apte o no per por al resultats.
3. L'ús de la perceptivitat i l'encant personal per atraure l'atenció i el reconeixement, que mai serà suficient per validar les aptituds de l'impostor o impostora, ja que com hem dit aquestes persones viuen en una negació constant dels seus símptomes, però que generarà un cercle de seducció - resposta de reconeixement extern que també es retroalimenta i que és addictiu.
4. Per acabar, l'impostor/a s'estalviarà enfrontar-se a la realitat del que pensa la societat o ell/a de si mateix, atès que no hi té gaires esperances posades en que aquesta sigui massa comprensiva ni entengui les seves emocions internes. En el cas de la dona, aquesta sensació es veu accentuada ja que hi ha la percepció que les dones que creuen en elles mateixes reben conseqüències negatives a causa dels processos de socialització diferenciats, que hem comentat anteriorment.[1]

## Conseqüències
La síndrome i tot el que porta associat pot donar lloc a crisis identitàries i de personalitat greus, que s'han observat més recurrentment en les dones, i que poden anar des de sensacions de confusió, desemparament social-familiar-comunitari, tristesa, depressió, etc.

### Possibles solucions
Les possibles solucions poden consistir en una teràpia multi-modal, que pot passar per la teràpia de grup, teràpia gestalt, deures o petits exercicis. L'objectiu és trobar un mecanisme pel qual la persona s'adoni del seus mecanismes i rituals de pensament, i les falsedats que s'hi amaguen. Alguns exercicis poden ser: escoltar altres persones amb la mateixa síndrome en teràpia de grup, per adonar-se on romanen les incongruències del discurs; fer petits deures tot recordant mèrits de la persona i les vegades que l'han felicitat o reconegut la feina feta; tenir converses virtuals amb aquestes persones on l'impostor/a els explica perquè sent que no s'ho mereixia, i imaginant la resposta que li donaria la persona que el/la va ameritar en el seu moment; actuar com si realment aquesta persona cregués que és brillant i anar-ho rebaixant fins a arribar a un punt realista i auto-afirmatiu; realitzar exercicis a la vida real on la persona s'arrisqui a ser ella mateixa en determinats contexts o situacions i vegi què és el que passa.

## Confluència amb altres síndromes

### Síndrome de la ventafocs
No hem de confondre la síndrome de l'impostor/a amb la síndrome de la ventafocs, tot i que, si indaguem en les causes sociològiques que afecten més concretament les dones, sí que hi trobem punts en comú. La síndrome de la ventafocs es descriu com ‘el desig intern de les dones de ser salvades sovint per un príncep' i està íntimament lligat a la forma en la qual les dones eren educades i socialitzades fins al segle passat: per a complaure i agradar i, per tant, esdevenint dependents com a conseqüència natural i no per a conèixer-se i cuidar de si mateixes i, finalment, esdevenir autònomes.

### Síndrome de la ventafocs i la impostora en l'àmbit laboral
És quan ens fixem en l'àmbit laboral que s'observa com les característiques d'ambdós síndromes s'entrellacen en determinats moments del cicle vital de la dona, donant lloc a inseguretats i incerteses sobre la actitud exterioritzada o social. Per exemple, s'han vist molts casos de dones que, tot i estar en alts càrrecs directius o polítics, experimenten certa inseguretat en expressar opinions amb vehemència o quan es té un comportament decidit i que parteix del propi criteri, ja que algunes d'elles ho associen a un comportament poc femení. Aquesta actitud també es pot traslladar o referir a un rol més vital, i el dubte de si el fet d'apartar-se del rol tradicional de la dona i adoptar posicions més associades al rol masculí és ben vist per ella i per la societat que l'envolta, tot generant possibles sensacions d'impostura (o impostora) tant a la vida privada com professional.

### Síndrome de la bona noia
També hem de veure com es combina amb la síndrome de la bona noia, descrit per Ruth Moulton, que diu que el principal problema psicològic de moltes de les seves pacients té el seu origen en «una primerenca inhibició de tota asserció o afirmació i, de vegades, de tota activitat física, ja que això es considera perillós i impropi d'una dama». Això fa que de grans aquestes persones segueixin coartades per si mateixes, al reprimir-se a elles mateixes els impulsos que sorgeixen en qualsevol persona de forma inherent a la seva naturalesa.

## Síndromes relacionades

### Síndrome de la tiara
La síndrome de l'impostor o de la ventafocs no s'han de confondre amb la síndrome de la tiara, que fa referència a l'actitud passiva que sovint prenen generalment les dones (encara que no únicament) en els seus llocs de feina.

### Síndrome de l'abella reina
Tampoc s'ha de confondre amb la síndrome de l'abella reina, que la investigadora Pilar López Díaz descriu, d'algunes dones (no són la majoria) que han arribat al poder sense dificultats en el camí i que creuen que si les altres no poden fer-ho és perquè no volen, no perquè hi hagi d'altres factors externs que els ho impedeixin (vegeu Síndrome de l'abella reina).

### Síndrome del príncep blau
Per altra banda, també ens trobem amb la síndrome del príncep blau, que podríem dir que és la síndrome complementària a la de la ventafocs, i que és aquella síndrome que es produeix quan conscient o inconscientment busquem una persona que compleixi tots els nostres ideals d'autorealització personal o d'idealització interna de la realitat. Aquesta síndrome la poden patir tant homes com dones, recordant-nos la ideació romàntica de la parella tan típica en la nostra cultura. Diem que són complementaris en el sentit que són dos síndromes que es retroalimenten l'un a l'altre.

### Efecte Dunning-Kruger i síndrome de Capgras
La síndrome de l'impostor, pel qual gent competent troba impossible creure en la seva pròpia competència, pot ser vist com a contrari a l'efecte Dunning-Kruger, pel qual gent incompetent troba impossible creure en la seva pròpia incompetència. No s'ha de confondre tampoc amb la síndrome de Capgras, on el pacient observa a una persona familiar i creu que aquesta persona ha estat reemplaçada per un impostor.